# Boureuilles
Boureuilles és un municipi francès situat al departament del Mosa i a la regió del Gran Est. L'any 2007 tenia 125 habitants.

## Demografia

### Població
El 2007 la població de fet de Boureuilles era de 125 persones. Hi havia 52 famílies, de les quals 16 eren unipersonals (4 homes vivint sols i 12 dones vivint soles), 20 parelles sense fills i 16 parelles amb fills.
La població ha evolucionat segons el següent gràfic:
Habitants censats

### Habitatges
El 2007 hi havia 70 habitatges, 54 eren l'habitatge principal de la família, 7 eren segones residències i 10 estaven desocupats. 66 eren cases i 2 eren apartaments. Dels 54 habitatges principals, 47 estaven ocupats pels seus propietaris, 4 estaven llogats i ocupats pels llogaters i 3 estaven cedits a títol gratuït; 3 tenien tres cambres, 15 en tenien quatre i 36 en tenien cinc o més. 44 habitatges disposaven pel capbaix d'una plaça de pàrquing. A 26 habitatges hi havia un automòbil i a 20 n'hi havia dos o més.

### Piràmide de població
La piràmide de població per edats i sexe el 2009 era:
| Homes | Edats   | Dones |
| ----- | ------- | ----- |
| 0     | 95 o +  | 0     |
| 0     | 90 a 94 | 0     |
| 4     | 85 a 89 | 0     |
| 4     | 80 a 84 | 0     |
| 4     | 75 a 79 | 8     |
| 4     | 70 a 74 | 8     |
| 0     | 65 a 69 | 0     |
| 4     | 60 a 64 | 4     |
| 0     | 55 a 59 | 0     |
| 4     | 50 a 54 | 0     |
| 12    | 45 a 49 | 4     |
| 4     | 40 a 44 | 8     |
| 8     | 35 a 39 | 8     |
| 0     | 30 a 34 | 4     |
| 4     | 25 a 29 | 0     |
| 0     | 20 a 24 | 0     |
| 12    | 15 a 19 | 4     |
| 4     | 10 a 14 | 8     |
| 8     | 5 a 9   | 0     |
| 0     | 0 a 4   | 0     |

## Economia
El 2007 la població en edat de treballar era de 83 persones, 60 eren actives i 23 eren inactives. De les 60 persones actives 57 estaven ocupades (31 homes i 26 dones) i 3 estaven aturades (3 homes). De les 23 persones inactives 7 estaven jubilades, 12 estaven estudiant i 4 estaven classificades com a «altres inactius».

### Ingressos
El 2009 a Boureuilles hi havia 56 unitats fiscals que integraven 125,5 persones, la mediana anual d'ingressos fiscals per persona era de 16.695 €.

### Activitats econòmiques
Dels 5 establiments que hi havia el 2007, 1 era d'una empresa extractiva, 1 d'una empresa de fabricació d'altres productes industrials, 1 d'una empresa de comerç i reparació d'automòbils, 1 d'una empresa immobiliària i 1 d'una empresa de serveis.
L'únic servei als particulars que hi havia el 2009 era un taller de reparació d'automòbils i de material agrícola.
L'any 2000 a Boureuilles hi havia 4 explotacions agrícoles.

## Poblacions més properes
El següent diagrama mostra les poblacions més properes.